# Şərur
Şərur (ook: Sharur) is een stad in Azerbeidzjan en is de hoofdplaats van het district Şərur.
De stad telt 6900 inwoners (01-01-2012).